# Anã amarela

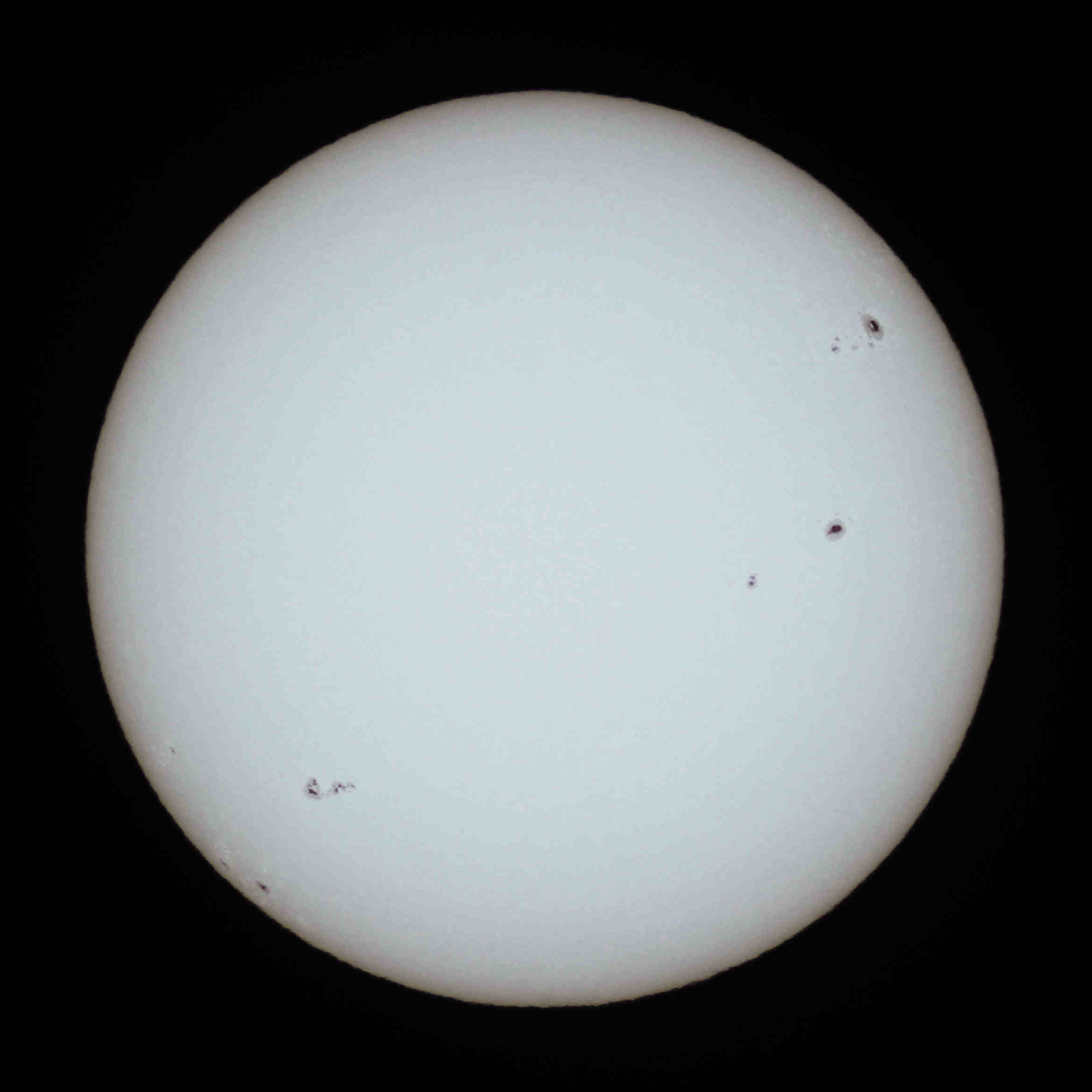
O Sol, um exemplo típico de estrela anã amarela de sequência principal de classe G

Uma estrela de classe G da sequência principal (tipo espectral: G-V), frequentemente e imprecisamente chamada de anã amarela ou estrela G, é uma estrela de sequência principal (luminosidade classe V) do tipo espectral G. Essa estrela tem cerca de 0.9 a 1.1 massas solares e uma temperatura efetiva entre cerca de 5.300 e 6.000 K. Como outras estrelas da sequência principal, uma estrela do tipo G da sequência principal está convertendo o elemento hidrogênio em hélio em seu núcleo por meio da fusão nuclear. O Sol, a estrela à qual a Terra está gravitacionalmente ligada no Sistema Solar, é um exemplo de estrela de sequência principal de classe G (tipo G2V). A cada segundo, o Sol funde aproximadamente 600 milhões de toneladas de hidrogênio em hélio em um processo conhecido como cadeia próton-próton (4 hidrogênios formam 1 hélio), convertendo cerca de 4 milhões de toneladas de matéria em energia. Além do Sol, outros exemplos bem conhecidos de estrelas da sequência principal de classe G incluem Alpha Centauri A, Tau Ceti e 51 Pegasi.
O termo anã amarela é um nome impróprio, porque as estrelas de classe G variam em cor do branco, para tipos mais luminosos como o Sol, a apenas ligeiramente amarelo para as estrelas da sequência principal de classe G menos massivas e luminosas. O Sol é de fato branco, mas muitas vezes pode parecer amarelo, laranja ou vermelho na atmosfera da Terra devido à dispersão de Rayleigh atmosférica, especialmente ao nascer e pôr do sol. Além disso, embora o termo "anã" seja usado para contrastar estrelas classe G da sequência principal com estrelas gigantes, estrelas como o Sol ofuscaram 90% das estrelas na Via Láctea (que são em grande parte anãs laranjas muito mais escuras, anãs vermelhas e anãs brancas, sendo as últimas remanescentes estelares).
Uma estrela de sequência principal de classe G fundirá o hidrogênio por aproximadamente 10 bilhões de anos, até que se esgote no centro da estrela. Quando isso acontece, a estrela se expande rapidamente, esfriando à medida que passa pelo ramo subgigante e, por fim, expandindo-se para muitas vezes seu tamanho anterior na ponta da fase de gigante vermelha, cerca de 1 bilhão de anos após deixar a sequência principal. Depois disso, o núcleo degenerado de hélio da estrela se inflama abruptamente em um flash de hélio, e a estrela passa para o ramo horizontal e, em seguida, para o ramo assintótico das gigantes. Expandindo-se ainda mais à medida que pulsa violentamente, a gravidade da estrela não é suficiente para manter seu envelope externo, resultando em perda significativa de massa. O material ejetado permanece como uma nebulosa planetária, irradiando enquanto absorve fótons energéticos da fotosfera. Eventualmente, o núcleo começa a desaparecer à medida que as reações nucleares cessam e se torna uma anã branca compacta e densa, que esfria lentamente de sua alta temperatura inicial.

## Spectral standard stars
| Tipo espectral | Massa (M☉) | Luminosidade (L☉) | Temperatura efetiva (K) | Índice de cor (B − V) |
| -------------- | ---------- | ----------------- | ----------------------- | --------------------- |
| G0V            | 1.06       | 1.35              | 5.930                   | 0.60                  |
| G1V            | 1.03       | 1.20              | 5.860                   | 0.62                  |
| G2V            | 1.00       | 1.02              | 5.770                   | 0.65                  |
| G3V            | 0.99       | 0.98              | 5.720                   | 0.66                  |
| G4V            | 0.985      | 0.91              | 5.680                   | 0.67                  |
| G5V            | 0.98       | 0.89              | 5.660                   | 0.68                  |
| G6V            | 0.97       | 0.79              | 5.600                   | 0.70                  |
| G7V            | 0.95       | 0.74              | 5.550                   | 0.71                  |
| G8V            | 0.94       | 0.68              | 5.480                   | 0.73                  |
| G9V            | 0.9        | 0.55              | 5.380                   | 0.78                  |

O sistema Yerkes Atlas revisado (Johnson & Morgan 1953) listou 11 estrelas espectrais anãs de classe G; no entanto, nem todos ainda estão de acordo com essa designação.
Os "pontos de ancoragem" do sistema de classificação espectral MK entre as estrelas anãs de sequência principal de classe G, ou seja, aquelas estrelas padrão que permaneceram inalteradas ao longo dos anos, são beta CVn (G0V), o Sol (G2V), Kappa1 Ceti (G5V ), 61 Ursae Majoris (G8V). Outras estrelas principais do padrão MK incluem HD 115043 (G1V) e 16 Cygni B (G3V). As escolhas dos padrões anões G4 e G6 mudaram ligeiramente ao longo dos anos entre os classificadores especialistas, mas os exemplos mais usados incluem 70 Virginis (G4V) e 82 Eridani (G8V). Ainda não há nenhum acordo geral sobre os padrões G7V e G9V.

## Planetas
Além do Sol, algumas das estrelas de classe G mais próximas conhecidas por terem planetas incluem 61 Virginis, HD 102365, HD 147513, 47 Ursae Majoris, Mu Arae e Tau Ceti.